# Fidel La Barba
Fidel La Barba, född 29 september 1905 i Bronx, död 2 oktober 1981 i Los Angeles, var en amerikansk boxare.
Han blev olympisk mästare i flugvikt i boxning vid sommarspelen 1924 i Paris.